# Verdulia subcycloidea
Verdulia subcycloidea är en insektsart som beskrevs av Willemse, C. 1932. Verdulia subcycloidea ingår i släktet Verdulia och familjen Pyrgomorphidae. Inga underarter finns listade i Catalogue of Life.